# (541125) 2018 RV23
(541125) 2018 RV23 es un asteroide perteneciente al cinturón de asteroides descubierto el 11 de septiembre de 2007 por el equipo del PMO NEO Survey Program desde el Observatorio de la Montaña Púrpura, Nankín (China).

## Designación y nombre
Designado provisionalmente como 2018 RV23.

## Características orbitales
2018 RV23 está situado a una distancia media del Sol de 3,113 ua, pudiendo alejarse hasta 3,778 ua y acercarse hasta 2,447 ua. Su excentricidad es 0,213 y la inclinación orbital 11,63 grados. Emplea 2006,20 días en completar una órbita alrededor del Sol.

## Características físicas
La magnitud absoluta de 2018 RV23 es 16,1. 